# Sankt Botvids kyrka
Sankt Botvids kyrka även kallad av lokalborna Sankta Cementa är en kyrkobyggnad i Oxelösund i Södermanland, som tillhör Oxelösunds församling i Strängnäs stift. Den är känd för sin unika exteriör, som för tankarna till ett sjömärke. Den syns från långt håll, till lands, till sjöss och från luften. Sitt namn har den fått från Sankt Botvid som var verksam på 1100-talet.

## Kyrkobyggnaden
Kyrkan är uppförd i platsgjuten betong och av prefabricerade betongplattor på en tomt som har donerats av Gränges. Den är ritad av arkitekten Rolf Bergh, vars bidrag vann en arkitekttävling. Kyrkan invigdes den 1 december 1957. Ett klockspel med 24 klockor invigdes 1969. 
Från kyrkans mitt sträcker sig fyra korsarmar ut åt alla väderstreck. I södra och norra fönstren finns glasmålningar utförda av Tore Bergh. Ovanpå kyrkans tak står en klockstapel av betong med klockor från Bergholtz klockgjuteri.

## Inventarier
- Det fristående altaret av marmorblock, altarskivan med marmorintarsia och dopfunten med tre fiskar i mosaik är alla utförda av Brita Jacobson-Jönsson.
- Altarväggen är utsmyckad med reliefen Livets skepp i ek utförd av Åke Jönsson.
- Altarkorset har designats av Anna-Stina Åberg, och utförts av silversmeden Benny Johansson.
- Betongreliefen ("ljusorgeln") är av Martin Holmgren.

### Orgel
- 1957 byggde Kemper & Sohn, Lübeck en orgel med 36 stämmor, tre manualer och pedal.[1]
- Den nuvarande mekaniska orgeln byggdes 1989 av Grönlunds Orgelbyggeri AB, Gammelstad och har 36 stämmor.[1] Fasaden är ritad av Ulf Oldaeus och dekorerad av Tore Bergh.[källa behövs]

| Huvudverk I C-g3    | Svällverk II C-g3 | Pedal C-f1    | Koppel    |
| Borduna 16´         | Basetthorn 8´     | Principal 16´ | I/P       |
| Principal 8´        | Borduna 8´        | Subbas 16´    | II/P      |
| Flûte Harmonique 8´ | Salicional 8´     | Kvint 10 2/3´ | II/I      |
| Flagflöjt 8'        | Voix Celeste 8'   | Oktavbas 8'   | II 16'/II |
| Gamba 8'            | Oktava 4'         | Borduna 8'    |           |
| Oktava 4'           | Traversflöjt 4'   | Öppenflöjt 4' |           |
| Spetsflöjt 4'       | Nasard 2 2/3'     | Basun 16'     |           |
| Kvint 2 2/3'        | Waldflöjt 2'      | Trumpet 8'    |           |
| Oktava 2'           | Ters 1 3/5'       |               |           |
| Cornett 5 chor D    | Mixtur 3 chor     |               |           |
| Mixtur 3 chor       | Trumpet 8'        |               |           |
| Trumpet 16'         | Oboe 8'           |               |           |
| Trumpet 8'          | Clairon 4'        |               |           |
|                     | Tremulant         |               |           |
|                     | Crescendosvällare |               |           |

#### Kororgel
- 1981 byggde A Mårtenssons Orgelfabrik AB, Lund en mekanisk kororgel.[1]

| Manual C-g3       | Pedal C-d1 | Koppel   |  |
| Gedackt 8’        | Subbas 16’ | Man/Ped. |  |
| Rörpommer 4’      |            |          |  |
| Principal 2’      |            |          |  |
| Cymbel            |            |          |  |
| Crescendosvällare |            |          |  |

## Bilder

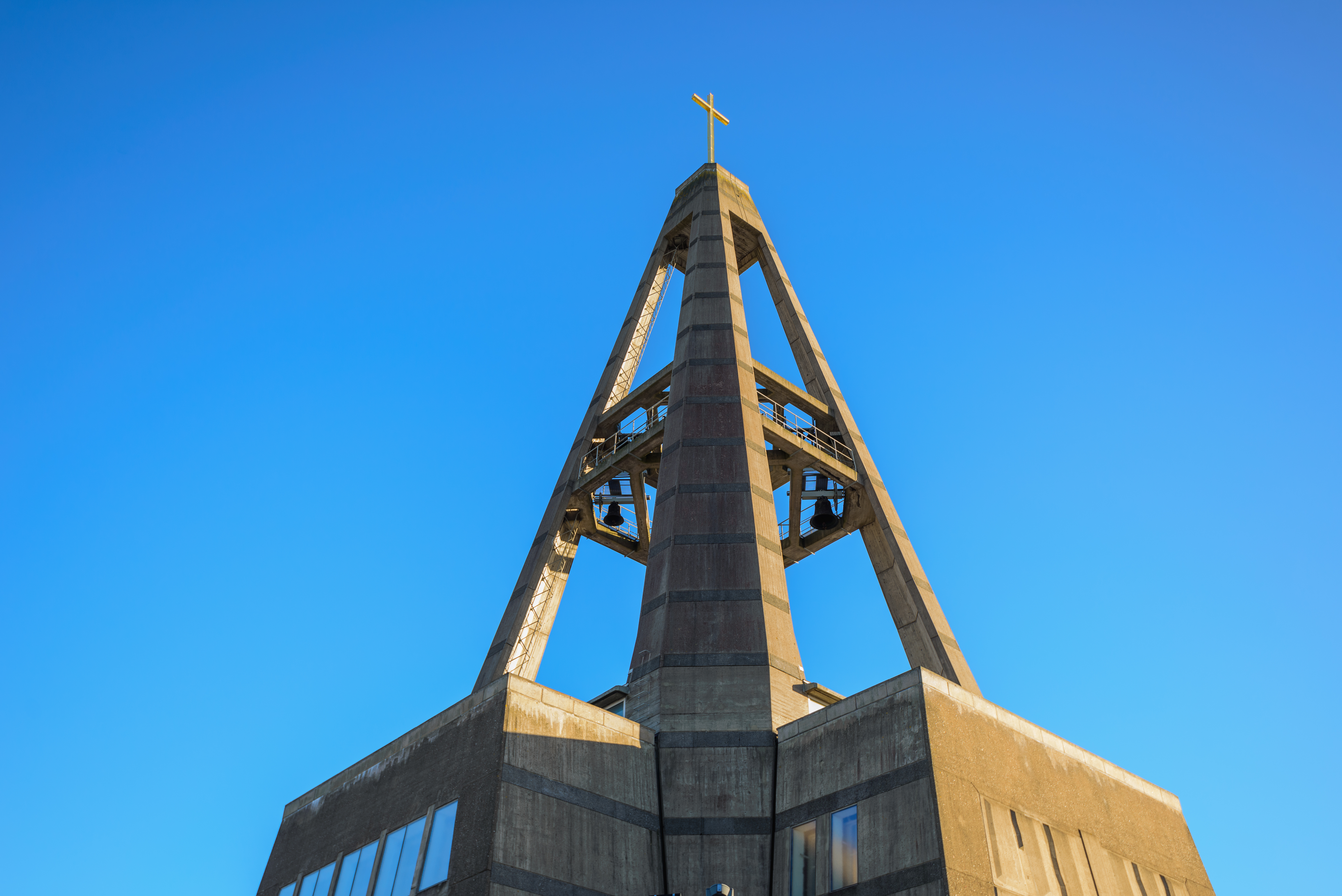
Kyrkans torn.
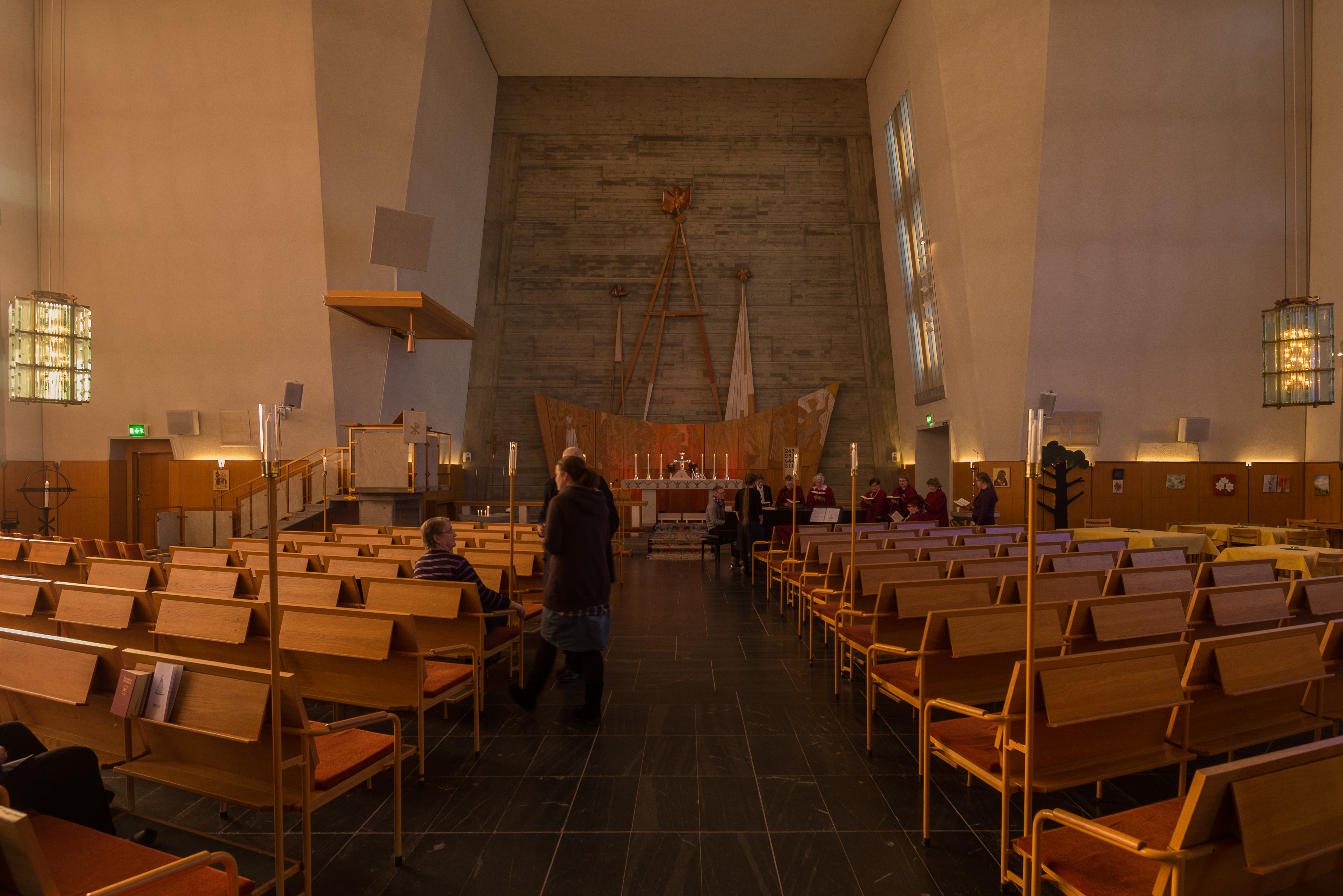
Interiören.
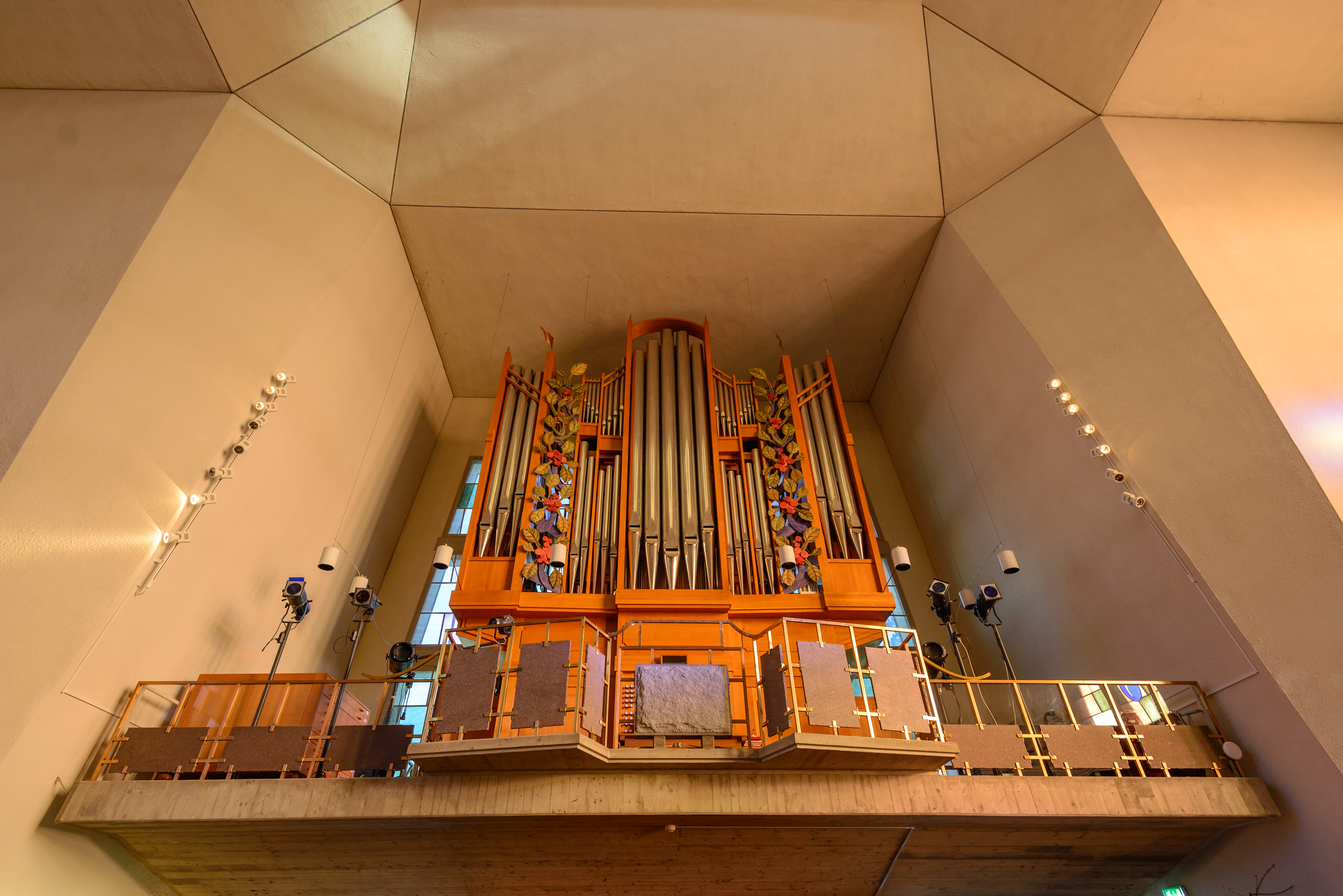
Orgelläktaren.
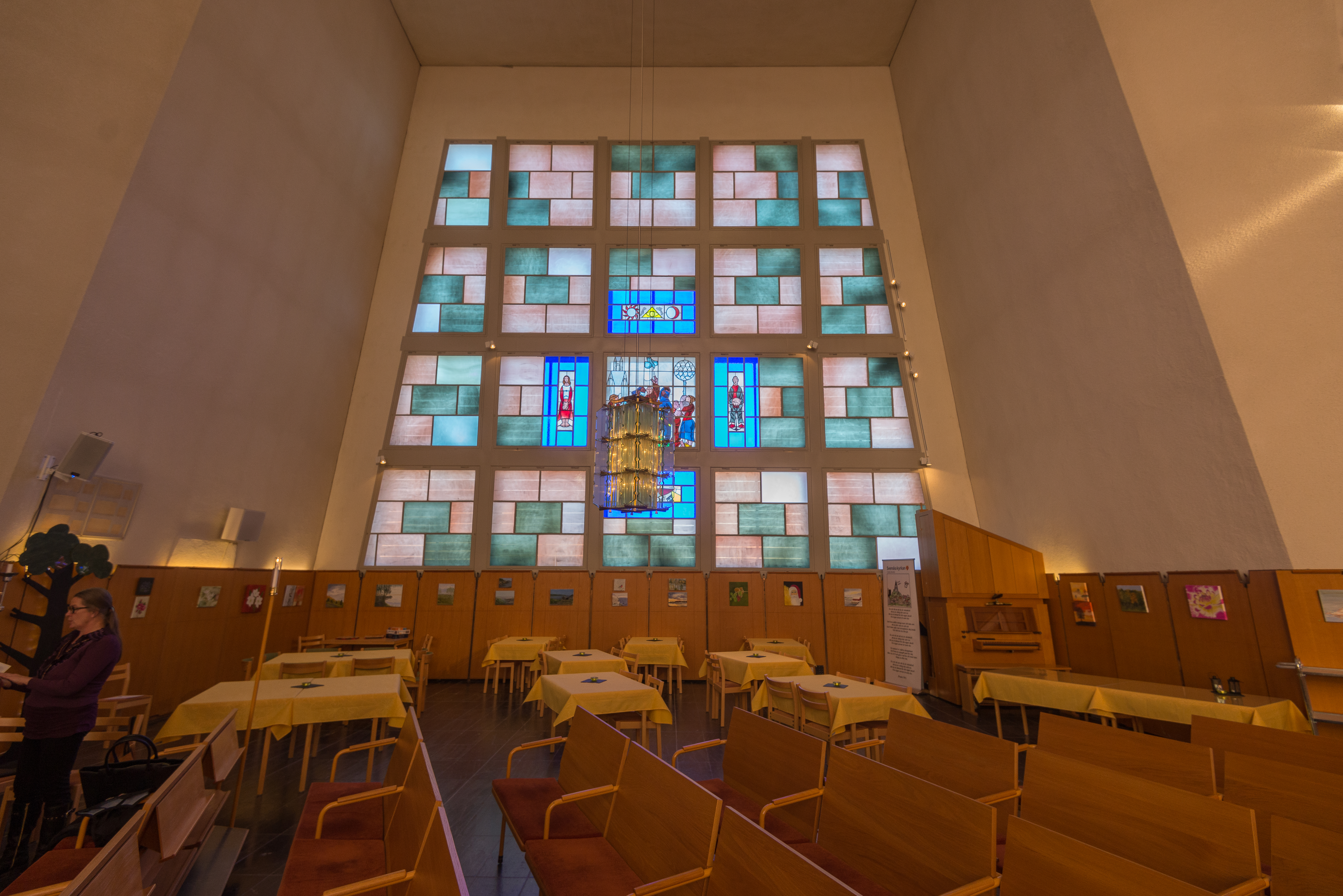
Det norra fönsterpartiet.
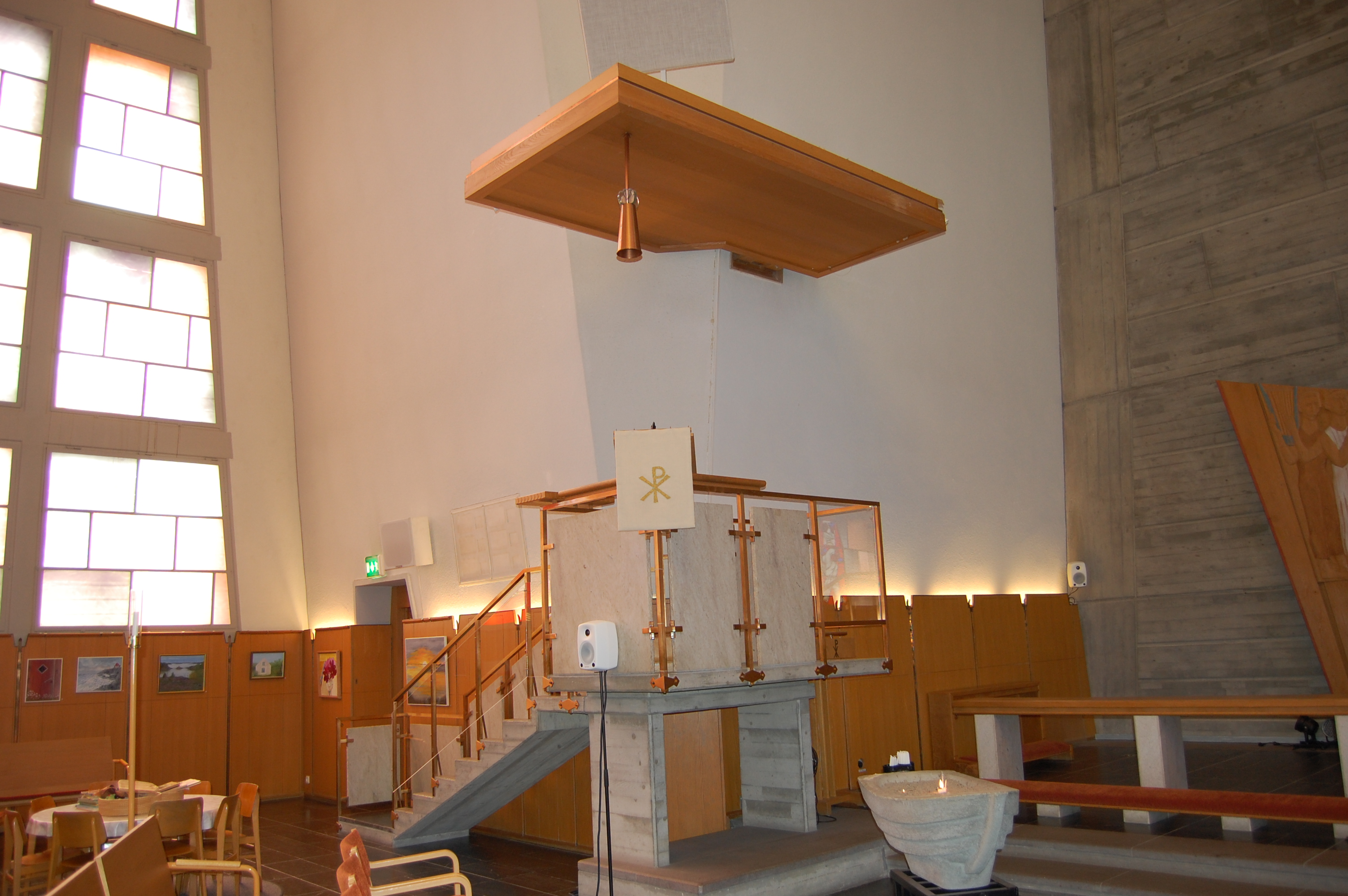
Sankt Botvids kyrkas predikstol
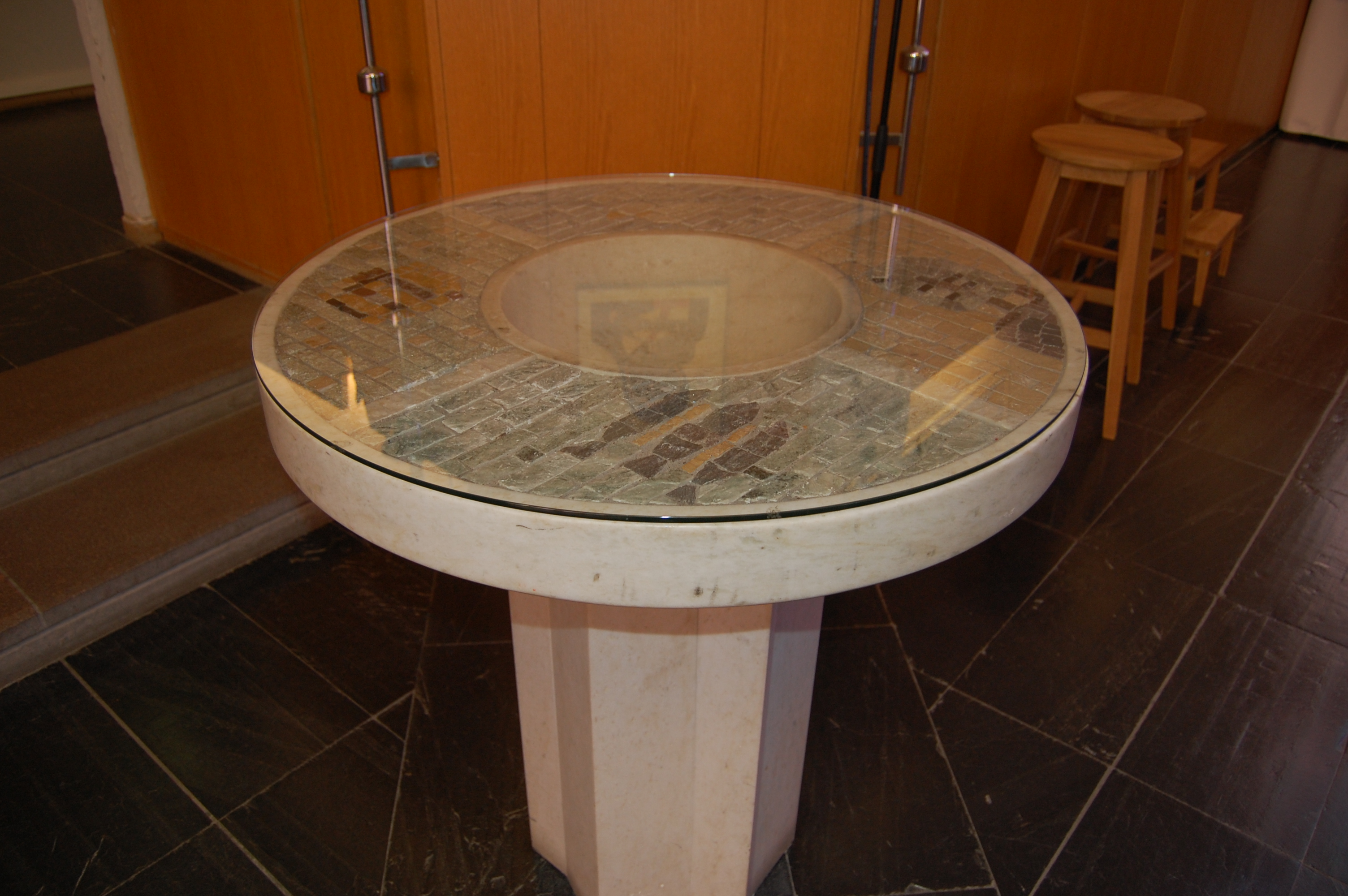
Sankt Botvids kyrkas dopfunt